# 15819 Alisterling
15819 Alisterling (1994 SN9) là một tiểu hành tinh vành đai chính được phát hiện ngày 28 tháng 9 năm 1994 bởi Spacewatch ở Kitt Peak.